# Organització Europea per a la Cooperació Econòmica
L'Organització Europea per a la Cooperació Econòmica (OECE) fou un organisme internacional fundat el 16 d'abril del 1948 per Portugal, Regne Unit, França, Alemanya, Itàlia, Països Baixos, Bèlgica, Luxemburg, Àustria, Dinamarca, Noruega, Grècia, Suècia, Suïssa, Turquia, Irlanda i Islàndia, amb l'objectiu de gestionar les ajudes del Pla Marshall. Amb la fi de la Segona Guerra Mundial, Europa es trobava en una situació molt difícil. Els destrossos de la guerra foren de tal consideració que els Estats Units d'Amèrica varen decidir atorgar un ajut financer bastant important -l'anomenat Pla Marshal- a una condició, que els diferents països es posessin d'acord en la gestió d'aquest ajut, cosa que va comportar la creació de l'OECE. La donació responia, en part, a la voluntat de contrarestar els soviètics, ja que és la fina de la guerra quan en comença una altra, la Guerra Freda. Així, l'objectiu va consistir a facilitar el comerç, concedir crèdits i fomentar la liberalització del capital. Amb l'ampliació deguda a l'ingrés d'Espanya el 1958 i el 1965, i amb l'ingrés al 1961 dels EUA i del Canadà, països no europeus, l'OECE es converteix en l'Organització per a la Cooperació i el Desenvolupament Econòmic (OCDE), amb seu a París.